# ミエルクレア＝チュク

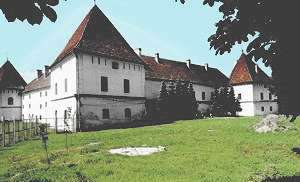
ミコー城

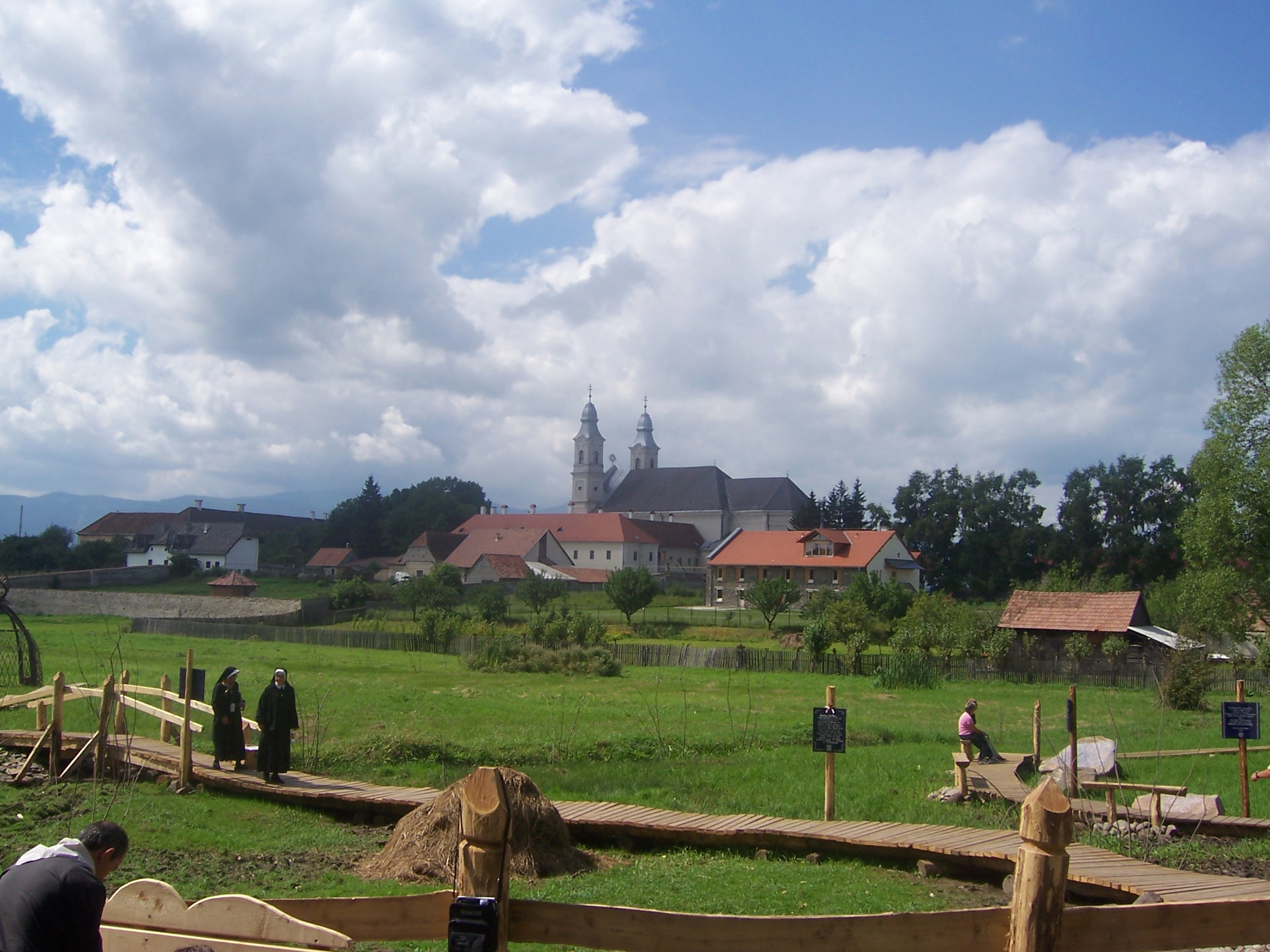
シュムレウ・チュク近くの湿地

ミエルクレア＝チュク (ルーマニア語: Miercurea Ciuc [ˈmjerkure̯a ʧjuk], ハンガリー語: Csíkszereda [ˈtʃiːkseredɒ], ドイツ語: Szeklerburg)は、ルーマニア、ハルギタ県の県都。ハンガリー語ではチークセレダ、ドイツ語ではゼクレルブルクと呼ばれる。トランシルバニア地方に含まれる。行政地域としては次の3村を含む。
- チバ (ルーマニア語: Ciba [ˈʧiba], ハンガリー語: Csiba [ˈʧibɒ] チバ)
- ハルギタ＝バイ (ルーマニア語: Harghita-Băi [harˈɡitaˈbəj], ハンガリー語: Hargitafürdő [ˈhɒrgitɒˌfyrdøː] ハルギタフュルデー)
- ジゴディン＝バイ (ルーマニア語: Jigodin-Băi [ʒigoˈdinˈbəj], ハンガリー語: Zsögödfürdő [ˈʒøɡødˌfyrdøː] ジェゲドフュルデー)

ルーマニア語名の Miercurea Ciuc の miercurea はハンガリー語の szereda (szerda)「水曜日」の意訳、Ciuc [ˈʧjuk]「チュク」はハンガリー語の Csík [ˈtʃiːk]「チーク」の音訳。ハンガリー語には母音調和があり「チークで」は期待される Csíkben ではなく、Csíkban となる。また、ルーマニア語の語形も期待される Cik [ˈʧik]「チク」ではなくCiuc [ˈʧjuk]「チュク」となっていることから、ルーマニア人がこの土地のハンガリー語の発音を耳で聞いた時にはハンガリー語の発音も Csík [ˈtʃiːk]「チーク」ではなく、Csí̮k [ˈʧɯːk]「チューク」で、後にハンガリー語では [ɯ] と [i] は中和化されて [i] になったことがわかる。

## 統計
2002年の調査では、人口は42,029人である。
- ハンガリー人- 81.75％
- ルーマニア人 - 17.3％
- ロマ人 - 0.62％
- その他 - 0.33%[1]

## 概要
ミエルクレア＝チュクはハルギタ県にあり、オルト川谷の東部にある。1918年以来、この都市のハンガリー名チークセレダはハンガリー王国チーク県の県都だった。1927年から1938年まではルーマニア名となり、ルーマニア王国チュク県の県都となった。
1940年から1944年までいったんハンガリー領となった後再びルーマニア領となり、以降産業の発達が始まった。1960年代にはビール工場が建ち、ルーマニアでは「チュクビール」として知られるようになった。
1968年にハルギタ県に組み入れられ社会主義風の市庁が建てられた。またこれ以降セーケイ人の文化、アイデンティティーの要地として街は発展した。2001年には現代ルーマニアで初めてのハンガリー人のみを対象とした高等教育機関、サピエンティア・トランシルヴァニア・ハンガリー人大学チークセレダ・キャンパスが古いホテルを使って私立大学として設立された。大学はこのキャンパスの他に本部のあるコロジュヴァール・キャンパスとマロシュヴァーシャールヘイ・キャンパスがあり、以来多くの若者や知識人を引き寄せている。
ミエルクレア＝チュクは冬にはしばしばマイナス30度を下回る。ルーマニアでも寒い都市に数えられウィンタースポーツが盛んである。ヴァーカール・ラヨシュ＝アイスリンクはアイスホッケーの国内選手権会場となっており、この街のチーム チークセレダスポーツクラブは何度も優勝している。また2006年には世界ジュニアショートトラックスピードスケート選手権を開催した。このリンクの隣にはルーマニアで唯一のロングトラックスピードスケートリンクもある。
市の賑わいの中心はペテーフィ通りで、車の入れない通りに若者受けする流行のカフェ、レストランが並び西欧風の空気をも醸し出している。
市の中心部には、代表的な名所として後期ルネッサンス様式のミコー城がある。最初のより装飾的な城は16世紀、トランシルバニア王子ベトレン・ガーボルの私的顧問であったフェレンツ・ミコー・ヒードヴェーギにより建てられた。建物のほとんどは1661年のトルコ軍の侵攻により破壊された。18世紀初頭に再建されたもののほとんどバラックとして使われていた。現在はセーケイ民族博物館の建物となっている。城の裏手は博物館の庭で、伝統的なこの地方の建物と木の門が並んでいる。城と道を挟んで、ハンガリー王国時代の県庁として1886年に造られた建物があり、城の横には1904年建立の裁判所がある。これらの古い建物が並ぶ中、バロック様式の教会に並べて、ハンガリーの現代建築家イムレ・マコヴェッツによる2001ミレニウム教会が建てられ議論を呼んでいる。

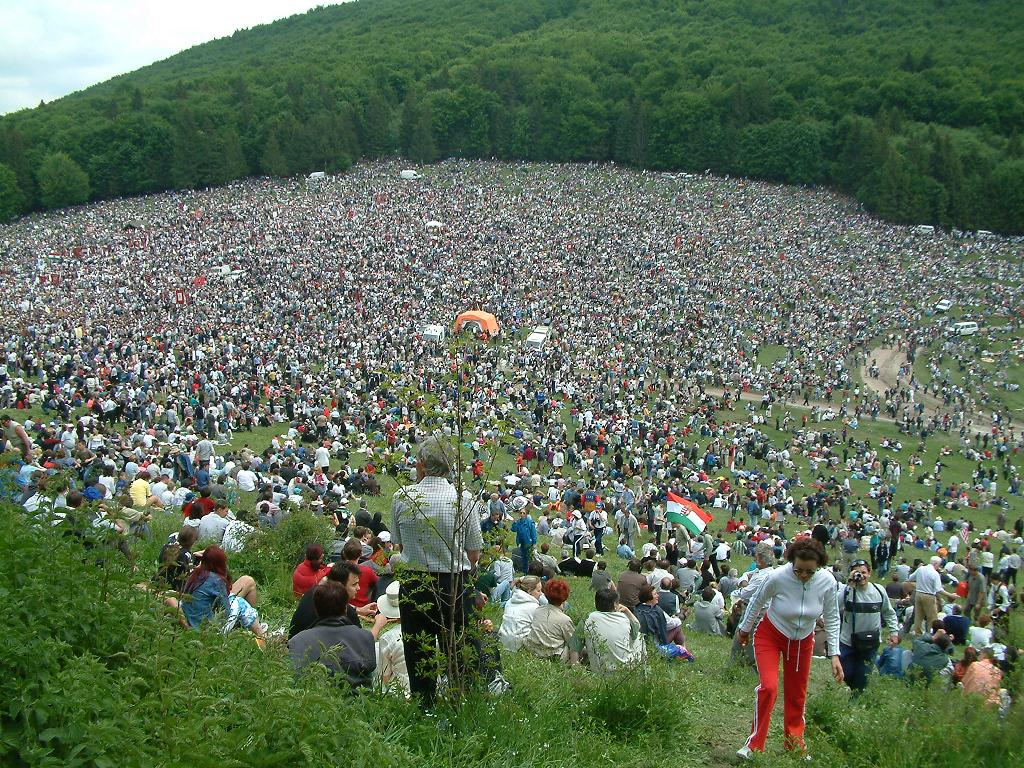
チークソミョーのペンテコステ

市の中心から数キロ東にはチークショムヨー教会がある。
教会近くの広い野原は、16世紀以来続くカトリック教会の巡礼、チークショムヨー巡礼が行われ、5月または6月のペンテコステ には例年数十万の人が集まる。この伝統ある集いには、セーケイおよびチャーンゴー地域に住むハンガリー人や、さらにはトランシルバニアに住むハンガリー人、ハンガリー他世界中のカトリック教徒が集まる。

## 気候
| ミエルクレア＝チュクの気候 | ミエルクレア＝チュクの気候 | ミエルクレア＝チュクの気候 | ミエルクレア＝チュクの気候 | ミエルクレア＝チュクの気候 | ミエルクレア＝チュクの気候 | ミエルクレア＝チュクの気候 | ミエルクレア＝チュクの気候 | ミエルクレア＝チュクの気候 | ミエルクレア＝チュクの気候 | ミエルクレア＝チュクの気候 | ミエルクレア＝チュクの気候 | ミエルクレア＝チュクの気候 | ミエルクレア＝チュクの気候 |
| 月                         | 1月                        | 2月                        | 3月                        | 4月                        | 5月                        | 6月                        | 7月                        | 8月                        | 9月                        | 10月                       | 11月                       | 12月                       | 年                         |
| -------------------------- | -------------------------- | -------------------------- | -------------------------- | -------------------------- | -------------------------- | -------------------------- | -------------------------- | -------------------------- | -------------------------- | -------------------------- | -------------------------- | -------------------------- | -------------------------- |
| 最高気温記録 °C （°F）     | 12 (54)                    | 16 (61)                    | 23 (73)                    | 26 (79)                    | 30 (86)                    | 32 (90)                    | 35 (95)                    | 35 (95)                    | 33 (91)                    | 27 (81)                    | 22 (72)                    | 17 (63)                    | 35 (95)                    |
| 平均最高気温 °C （°F）     | −2.9 (26.8)                | 0.7 (33.3)                 | 7.1 (44.8)                 | 13.9 (57)                  | 19.1 (66.4)                | 21.8 (71.2)                | 23.4 (74.1)                | 23.4 (74.1)                | 20.1 (68.2)                | 14.4 (57.9)                | 6.0 (42.8)                 | −0.1 (31.8)                | 12.2 (54)                  |
| 日平均気温 °C （°F）       | −7.7 (18.1)                | −4.7 (23.5)                | 1.0 (33.8)                 | 7.2 (45)                   | 12.0 (53.6)                | 14.9 (58.8)                | 16.3 (61.3)                | 15.7 (60.3)                | 12.3 (54.1)                | 7.1 (44.8)                 | 1.3 (34.3)                 | −4.3 (24.3)                | 5.9 (42.6)                 |
| 平均最低気温 °C （°F）     | −12.5 (9.5)                | −10.1 (13.8)               | −5.1 (22.8)                | 0.5 (32.9)                 | 4.9 (40.8)                 | 8.0 (46.4)                 | 9.2 (48.6)                 | 8.0 (46.4)                 | 4.5 (40.1)                 | −0.2 (31.6)                | −3.5 (25.7)                | −8.4 (16.9)                | −0.4 (31.3)                |
| 最低気温記録 °C （°F）     | −33 (−27)                  | −33 (−27)                  | −28 (−18)                  | −14 (7)                    | −8 (18)                    | −1 (30)                    | 0 (32)                     | −3 (27)                    | −8 (18)                    | −14 (7)                    | −27 (−17)                  | −33 (−27)                  | −33 (−27)                  |
| 降水量 mm （inch）         | 28.8 (1.134)               | 26.2 (1.031)               | 26.9 (1.059)               | 43.0 (1.693)               | 70.6 (2.78)                | 90.7 (3.571)               | 83.2 (3.276)               | 65.7 (2.587)               | 39.8 (1.567)               | 32.9 (1.295)               | 28.4 (1.118)               | 29.4 (1.157)               | 565.9 (22.28)              |
| 平均降水日数               | 12                         | 12                         | 19                         | 16                         | 13                         | 12                         | 10                         | 10                         | 10                         | 9                          | 13                         | 14                         | 150                        |
| 平均降雪日数               | 8                          | 8                          | 8                          | 3                          | 0                          | 0                          | 0                          | 0                          | 0                          | 1                          | 6                          | 9                          | 43                         |
| 出典1：                    |                            |                            |                            |                            |                            |                            |                            |                            |                            |                            |                            |                            |                            |
| 出典2：                    |                            |                            |                            |                            |                            |                            |                            |                            |                            |                            |                            |                            |                            |

## 友好姉妹都市
- バルツィ, モルドバ
- ベチェイ, セルビア
- ベーレホヴェ, ウクライナ
- ブダケシ, ハンガリー
- チェグレード, ハンガリー
- ギュラ, ハンガリー
- ゲデッレー, ハンガリー
- ヘヴェシュ, ハンガリー
- カポシュバール, ハンガリー
- マコー, ハンガリー
- ティサウーイヴァーロシュ, ハンガリー
- オーブダ,ハンガリー
- ズグローのアルメニア自治政府 (ハンガリー語: Zuglói Örmény Kisebbségi Önkormányzat), ハンガリー
- ジェリエゾヴチェ, スロバキア
- リーエン, スイス